# El Papelito (1868-1871)
El Papelito fue un semanario satírico español adscrito al carlismo, publicado en Madrid entre 1868 y 1871, durante el último año del reinado de Isabel II y la primera etapa del Sexenio Revolucionario.

## Historia
Apareció con un «Número-Muestra» en marzo de 1868, durante el último gobierno de Narváez. Su primer ejemplar con numeración se publicó el 6 de abril de 1868, con el subtítulo «Periódico para reír y llorar» y la indicación «Siglo I. Papelito I.». Se imprimía a cuatro páginas de 37 por 17, a tres columnas, en la Imprenta de M. Tello, situada en la calle de Isabel la Católica, 23, y en la de El Cascabel. Su director fue el célebre médico Eduardo del Castillo Piñeiro. Su administrador era Francisco Hernández. En su última etapa se estampaba en la Imprenta de la Viuda e Hijos de Galiano.
Su fundador, José María del Castillo, perdió su cátedra de la Escuela Central de Ingenieros por negarse a jurar la Constitución de 1869 y durante la tercera guerra carlista sería secretario del General Joaquín Elío.
El Papelito llegó a tirar hasta 40 000 ejemplares, cifra enorme para su época, logrando ser el periódico carlista más difundido en su tiempo.
Por sus campañas, el 8 de enero de 1870 fue asaltada su Redacción por la partida de la porra, que robó documentos de la Administración y 8000 ejemplares del número de aquel día. El 2 de julio los porristas asaltaron el Casino Católico-Monárquico de Madrid y asesinaron brutalmente al progresista Manuel Azcárraga, que se encontraba cerca, tomándolo por carlista. Según Pedro Gómez Aparicio, la furia de los «porristas» se habría originado por un artículo en El Papelito que dejaba en pésimo lugar el honor conyugal del Gobernador civil de Madrid, Juan Moreno Benítez. La Junta Central Católico-Monárquica acordó entonces suspender la publicación de El Papelito y la de los otros nueve periódicos carlistas de Madrid, así como las reuniones en el Casino Católico-Monárquico.
Reapareció tres meses después, el 9 de octubre, continuando su secuencia numérica, y denominado a esta época como «Campaña 2».
Al subir al trono Amadeo de Saboya, lo atacó sin miramientos, por lo que sufrió muchas denuncias. En 29 de enero de 1871, número 109, campaña II, se despidió de sus lectores diciendo que tenía a su director e impresor (Manuel Tello) en la cárcel. La policía buscaba a otros redactores y las autoridades se apoderaban de las ediciones en Correos y en los puntos de venta.
A pesar de estas persecuciones, no perdió el buen humor y en su último número decía: 

Morimos de risa.

Decididamente Amadeo y El Papelito, como César y Pompeyo, no caben juntos en el mundo; son incompatibles; no pueden vivir en paz. 

Así al menos lo ha creído el Gobierno, que entre dejar cesante a un italiano o matar a un español, y con él a un derecho de la Constitución, ha optado por esto último.

En esta segunda época o campaña II se imprimía en la imprenta de M. Martínez, Travesía de San Mateo, 9. La suscripción costaba un real al mes.
Coincidiendo entre su primera y segunda época, apareció en su lugar el también satírico carlista El Papelillo, estampado en la citada imprenta de los descendientes de Galiano; y, durante el periodo septembrino, estuvo apareciendo otro semanario semibufo carlista, dirigido por José Rodríguez Lapiedra, con el título El Nuevo Papelito.